# بوسيدا لامع
بوسيدا لامع (الاسم العلمي:Bucida nitida) هو نوع غير مؤكد من النباتات يتبع جنس البوسيدا من الفصيلة القمبريطية.